# Megophryidae
Megophryidae é uma família de anfíbios pertencentes à ordem Anura, subordem Mesobatrachia. Está presente no Sul e Sudeste Asiático, com as espécies podendo ser encontradas da Índia até as Filipinas, sendo a família mais abundante e diversificada de tais locais. Suas espécies são majoritariamente fossoriais e costumam apresentar mimetismo com folhas mortas no chão da floresta, devido a sua coloração, o formato de corpo semelhante e a presença de protuberâncias acima dos olhos semelhante a chifres. Seus girinos necessitam de corpos d'água para se desenvolverem e diferem muito entre indivíduos de espécies diferentes, havendo adaptações bucais e ciclos de vida próprios de cada uma.

## Gêneros
No total, a família abriga duas subfamílias, cinco gêneros e 236 espécies. Em 2008, foi descoberto que o gênero Vibrissaphora é um sinônimo de Leptobrachium. Desde 2016, grupos de investigação colocam Megophrys como albergando Atympanophrys, Xenophrys, Ophryophryne e Brachytarsophrys e Leptobrachella recebendo o Leptolalax, ou mantêm-nos separados.
- Leptobrachiinae Dubois, 1980
  - Leptobrachella Smith, 1925.
  - Leptobrachium Tschudi, 1838.
  - Oreolalax Myers et Leviton, 1962.
  - Scutiger Theobald, 1868.

- Megophryinae (Bonaparte,  1850)
  - "Megophrys" dringi Inger, Stuebing, and Tan, 1995
  - "Megophrys" feii Yang, Wang, and Wang, 2018
  - Atympanophrys Tian and Hu, 1983
  - Boulenophrys Fei, Ye, and Jiang, 2016
  - Brachytarsophrys Tian and Hu, 1983
  - Megophrys Kuhl et Hasselt, 1822.
  - Ophryophryne Boulenger, 1903
  - Pelobatrachus Beddard, 1908 "1907"
  - Xenophrys  Günther, 1864